# カステルヴェッキオ・ディ・ロッカ・バルベーナ
カステルヴェッキオ・ディ・ロッカ・バルベーナ(伊: Castelvecchio di Rocca Barbena)は、イタリア共和国リグーリア州サヴォーナ県にある、人口約100人の基礎自治体（コムーネ）。

## 地理

### 位置・広がり

#### 隣接コムーネ
隣接するコムーネは以下の通り。括弧内のCNはクーネオ県所属を示す。
- バレストリーノ
- バルディネート
- エルリ
- ガレッシオ (CN)
- トイラーノ
- ズッカレッロ

### 地震分類
イタリアの地震リスク階級 (it) では、3 に分類される
。

## 文化・観光
「イタリアの最も美しい村」クラブ加盟コムーネである。